# Ismaila magellanica
Ismaila magellanica is een eenoogkreeftjessoort uit de familie van de Splanchnotrophidae. De wetenschappelijke naam van de soort is voor het eerst geldig gepubliceerd in 2003 door Haumayr & Schrödl.